# François Cheng
François Cheng (程抱一T, Chéng BàoyīP, "Colui che comprende l'Unità"; Nanchang, 30 agosto 1929) è uno scrittore, poeta, traduttore e calligrafo cinese naturalizzato francese.
È diventato cittadino francese nel 1971.

## Biografia
Nato in una famiglia di letterati (i suoi genitori furono tra i primi borsisti cinesi negli USA, e il padre partecipò alla fondazione dell'UNESCO come specialista in Scienze dell'educazione), arrivò in Francia nel 1949, dopo aver studiato all'Università di Nanchino, senza conoscere una parola di francese, esule dalla sua patria e spinto dalla passione per la cultura francese. Ha intrapreso la carriera universitaria a partire dagli anni sessanta, all'École des langues orientales. Si è cimentato anche in traduzioni di poesia in cinese: tra gli autori da lui approfonditi in tal senso, Baudelaire, Rimbaud, Apollinaire, Char e Michaux.
Naturalizzato francese nel 1971, ha cominciato a pubblicare in francese abbastanza tardi, inizialmente sulla pittura cinese, poi anche opere di poesia. Successivamente, valutando di aver raggiunto l'esperienza sufficiente, è passato a scrivere romanzi. Nel 2001 François Cheng è stato insignito del Grand Prix de la francophonie dell'Académie française. Il 13 giugno 2002 è diventato il primo asiatico eletto tra i membri dell'Académie française. È membro dell'Haut Conseil de la Francophonie. Nel 2007 è stato insignito della laurea honoris causa in Lingue e Letterature Straniere dall'Università degli Studi di Bergamo.

## Opere
- Analyse formelle de l'œuvre poétique d'un auteur des Tang: Zhang Ruoxu (1970)
- Le Pousse-pousse, de Lao She (traduction, 1973)
- L'Écriture poétique chinoise, Editions du Seuil, (1977 et 1996)
- Vide et plein, : le langage pictural chinois, Editions du Seuil, (1979 et 1991)
- L'Espace du rêve: mille ans de peinture chinoise, Phébus, (1980)
- Sept poètes français (1983)
- Henri Michaux, sa vie, son œuvre (1984)
- Chu Ta: le génie du trait, Phébus, (1986)
- Some Reflections on Chinese Poetic Language and its Relation to Chinese Cosmology dans The Vitality of the Lyric Voice (1986)
- The Reciprocity of Subject and Object in Chinese Poetic Language dans Poetics East and West (1988)
- De l'arbre et du rocher, poèmes, Fata Morgana, (1989)
- Souffle-Esprit, Editions du Seuil, (1989 et 2006)
- Entre source et nuage, Voix de poètes dans la Chine d'hier et d'aujourd'hui Albin Michel (1990 et 2002)
- Saisons à vie, poèmes, Encre marine, (1993)
- Trente-six poèmes d'amour, poèmes, Unes, (1997)
- Quand les pierres font signe (1997) (avec Fabienne Verdier)
- Le Dit de Tianyi, Albin Michel, (1998) Prix Femina
in italiano: Le parole di Tianyi, Garzanti 2000
- Double chant, Encre Marine, (1998) Prix Roger-Caillois
- Shitao: la saveur du monde, Phébus, (1998) Prix André-Malraux
in italiano: Shitao 1642-1707. Il sapore del mondo, Pagine d'arte 1999
- Cantos toscans, Unes, (1999)
- D'où jaillit le chant, Phébus, (2000)
- Poésie chinoise, poèmes, Albin Michel, (2000)
- Et le souffle devient signe, Iconoclaste, (2001)
- Qui dira notre nuit, poèmes, Arfuyen, (2001)
- L'éternité n'est pas de trop, Albin Michel, (2002)
- Le Dialogue, Une passion pour la langue française, Desclée de Brouwer, (2002)
in italiano: Il dialogo, Servitium 2003
- Le Long d'un amour, poèmes, Arfuyen, (2003)
in italiano: Nell'eterno, l'amore, Pisani 2005
- Le Livre du vide médian, poèmes, Albin Michel, (2004)
- Que nos instants soient d'accueil, con Francis Herth, Les Amis du Livre contemporain, (2005)
- À l'orient de tout, poèmes, Gallimard, (2005)
- Cinq méditations sur la beauté, Albin Michel, (2006)
in italiano: Cinque meditazioni sulla bellezza, Bollati Boringhieri 2007
- Cinq méditations sur la mort - autrement dit sur la vie - Broché 2013
in italiano:Cinque Meditazioni sulla Morte Ovvero sulla Vita, Bollati Boringhieri 2015